# .gs
‎.gs‏ دامنه اینترنتی اختصاص داده شده به جزایر جورجیای جنوبی و ساندویچ جنوبی است.